# Ampanihy
Ampanihy est une commune urbaine malgache, chef-lieu du district d'Ampanihy, située dans la partie sud-est de la région d'Atsimo-Andrefana. Il se situe à 285 km de Toliara sur la route nationale 10.

## Géographie
La ville accueille l'aéroport d'Ampanihy.